# Wes Martin
Wesley Martin (9 maggio 1996) è un giocatore di football americano statunitense che milita nel ruolo di offensive guard per il Washington Football Team della National Football League (NFL).

## Carriera professionistica

### Washington Redskins
Martin fu scelto nel corso del quarto giro (131º assoluto) del Draft NFL 2019 dai Washington Redskins. Debuttò come professionista partendo come titolare al posto dell'infortunato Brandon Scherff nella gara del 29 settembre contro i New York Giants. La sua stagione da rookie si concluse con 9 presenze, di cui 5 come titolare.